# Oliver Sundberg
Oliver Sundberg (født 16. februar 1982) er en dansk skøjteløber.

## Personlige rekorder
| Distanse | Tid      |
| -------- | -------- |
| 500 m    | 37,98    |
| 1 000 m  | 1.13,35  |
| 1 500 m  | 1.52,60  |
| 3 000 m  | 3.55,83  |
| 5 000 m  | 6.48,67  |
| 10 000 m | 14.25,57 |